# MTV Video Music Awards/Best Video from a Film
Der MTV Video Music Award for Best Video from a Film wurde erstmals 1987 verliehen. Ausgezeichnet wurden „Videos“ von Songs, die Teil eines Soundtracks waren oder prominent in einem Film verwendet wurden. Zugleich sollte das Video in einer Form den Film wiedergeben. Diese Kategorie war eine Zeitlang sehr prominent, doch mit den Jahren gab es immer weniger Videos, die auf Filmen basierten. Zudem wurden die MTV Movie Awards eingeführt. Daher  wurde die Kategorie 2003 das letzte Mal verliehen.
Während der Award nur einmal an alle Künstler verliehen wurde, waren Madonna, Will Smith und U2 die einzigen Künstler, die drei Mal nominiert wurden.
Die beiden Filme Singles – Gemeinsam einsam und Batman Forever waren die einzigen Filme, aus denen je zwei Videos nominiert waren.

## Übersicht
| Award | Jahr | Preisträger                                | für das Video                                                                 | Nominierungen |
| ----- | ---- | ------------------------------------------ | ----------------------------------------------------------------------------- | --- |
| 1.    | 1987 | Talking Heads                              | Wild Wild Life aus dem Film True Stories                                      | - Eric Clapton – It's in the Way That You Use It (aus Die Farbe des Geldes) - Rodney Dangerfield – Twist and Shout (ausgezeichnet Mach’s nochmal, Dad) - Aretha Franklin – Jumpin' Jack Flash (aus Jumpin' Jack Flash) - Ben E. King – Stand by Me (aus Stand by Me – Das Geheimnis eines Sommers)                                       |
| 2.    | 1988 | Los Lobos                                  | La Bamba (aus La Bamba)                                                       | - The Bangles – Hazy Shade of Winter (aus Unter Null) - Bryan Ferry – Kiss and Tell (aus Die grellen Lichter der Großstadt) - Peter Gabriel – Biko (aus Schrei nach Freiheit) - Bob Seger – Shakedown (aus Beverly Hills Cop II) |
| 3.    | 1989 | U2 with B.B. King                          | When Love Comes to Town (aus U2: Rattle and Hum)                              | - The Belle Stars – Iko Iko (aus Rain Man) - Ice-T – Colors (aus Colors – Farben der Gewalt) - Annie Lennox and Al Green – Put a Little Love in Your Heart (aus Die Geister, die ich rief …) |
| 4.    | 1990 | Billy Idol                                 | Cradle of Love (aus Ford Fairlane – Rock ’n’ Roll Detective)                  | - Edie Brickell & New Bohemians – A Hard Rain's a-Gonna Fall (aus Geboren am 4. Juli) - Prince – Batdance (aus Batman) - ZZ Top – Doubleback (aus Zurück in die Zukunft III) |
| 5.    | 1991 | Chris Isaak                                | Wicked Game (aus Wild at Heart)                                               | - Bryan Adams – (Everything I Do) I Do It for You (aus Robin Hood – König der Diebe) - Jon Bon Jovi – Blaze of Glory (aus Blaze of Glory – Flammender Ruhm) - Guns N’ Roses – You Could Be Mine (aus Terminator 2 – Tag der Abrechnung)                                                                                                  |
| 6.    | 1992 | Queen                                      | Bohemian Rhapsody (aus Wayne's World)                                         | - Eric Clapton – Tears in Heaven (aus Fieberhaft – Undercover in der Drogenhölle) - The Commitments – Try a Little Tenderness (aus Die Commitments) - Hammer – Addams Groove (aus Die Addams Family in verrückter Tradition) |
| 7.    | 1993 | Alice in Chains                            | Would? (aus Singles – Gemeinsam einsam)                                       | - Arrested Development – Revolution (aus Malcolm X) - Boy George – The Crying Game (faus The Crying Game) - Paul Westerberg – Dyslexic Heart (aus Singles – Gemeinsam einsam) |
| 8.    | 1994 | Bruce Springsteen                          | Streets of Philadelphia (aus Philadelphia)                                    | - Backbeat Band – Money (aus Backbeat) - Madonna – I'll Remember (aus Ein genialer Freak) - Sinéad O’Connor – You Made Me the Thief of Your Heart (aus Im Namen des Vaters) |
| 9.    | 1995 | Seal                                       | Kiss from a Rose (aus Batman Forever)                                         | - Bryan Adams – Have You Ever Really Loved a Woman? (aus Don Juan DeMarco) - Jim Carrey – Cuban Pete (aus Die Maske) - U2 – Hold Me, Thrill Me, Kiss Me, Kill Me (aus Batman Forever) - Urge Overkill – Girl, You'll Be a Woman Soon (aus Pulp Fiction)                                                                                  |
| 10.   | 1996 | Coolio (feat. L.V.)                        | Gangsta's Paradise (aus Dangerous Minds – Wilde Gedanken)                     | - Brandy – Sittin’ Up in My Room (aus Waiting to Exhale – Warten auf Mr. Right) - Bush – Machinehead (aus Fear – Wenn Liebe Angst macht) - Adam Clayton und Larry Mullen, Jr. – Theme from Mission: Impossible (aus Mission: Impossible)                                                                                                 |
| 11.   | 1997 | Will Smith                                 | Men in Black (aus Men in Black)                                               | - Iggy Pop – Lust for Life (aus Trainspotting – Neue Helden) - R. Kelly – I Believe I Can Fly (aus Space Jam) - Bruce Springsteen – Secret Garden (aus Jerry Maguire – Spiel des Lebens) |
| 12.   | 1998 | Aerosmith                                  | I Don’t Want to Miss a Thing (aus Armageddon)                                 | - Beck – Deadweight (aus Lebe lieber ungewöhnlich) - Celine Dion – My Heart Will Go On (Love Theme from Titanic) (aus Titanic) - Goo Goo Dolls – Iris (aus Stadt der Engel) - Pras (feat. Ol’ Dirty Bastard & Mýa) – Ghetto Supastar (That Is What You Are) (aus Bulworth) - Puff Daddy (feat. Jimmy Page) – Come with Me (aus Godzilla) |
| 13.   | 1999 | Madonna                                    | Beautiful Stranger (aus Austin Powers – Spion in geheimer Missionarsstellung) | - Aaliyah – Are You That Somebody? (aus Dr. Dolittle) - Jay-Z (feat. Ja Rule & Amil) – Can I Get A... (aus Rush Hour) - Will Smith (feat. Dru Hill & Kool Moe Dee) – Wild Wild West (aus Wild Wild West) |
| 14.   | 2000 | Aaliyah                                    | Try Again (aus Romeo Must Die)                                                | - Aimee Mann – Save Me (aus Magnolia) - Metallica – I Disappear (aus Mission: Impossible II) - R.E.M. – The Great Beyond (aus Der Mondmann) - Sisqó (featuring Foxy Brown) – Thong Song (Remix) (aus Familie Klumps und der verrückte Professor)                                                                                         |
| 15.   | 2001 | Christina Aguilera, Lil’ Kim, Mýa and Pink | Lady Marmalade (aus Moulin Rouge!)                                            | - Destiny’s Child – Independent Women Part I (aus 3 Engel für Charlie) - DMX – No Sunshine (aus Exit Wounds) - K-Ci & JoJo – Crazy (aus Save the Last Dance) - U2 – Elevation (Tomb Raider Mix) (aus Lara Croft: Tomb Raider) |
| 16.   | 2002 | Chad Kroeger (feat. Josey Scott)           | Hero (aus Spider-Man)                                                         | - Ludacris (feat. Nate Dogg) – Area Codes (aus Rush Hour 2) - Nelly – #1 (aus Training Day) - Will Smith – Black Suits Comin' (Nod Ya Head) (aus Men in Black II) |
| 17.   | 2003 | Eminem                                     | Lose Yourself (aus 8 Mile)                                                    | - JC Chasez – Blowin' Me Up (with Her Love)" (aus Drumline) - Madonna – Die Another Day (aus James Bond 007 – Stirb an einem anderen Tag) - Britney Spears (feat. Pharrell) – Boys (The Co-Ed Remix) (aus Austin Powers in Goldständer)                                                                                                  |